# Homan (geslacht)

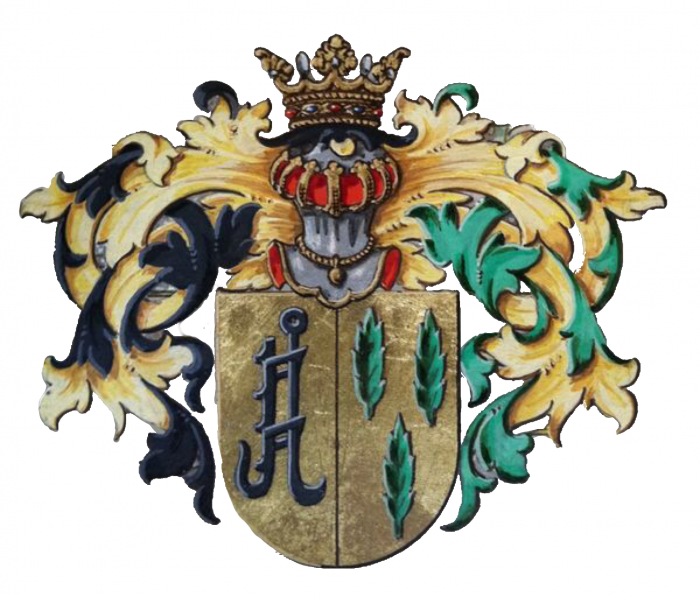
Familiewapen van de familie Homan

Homan (ook: Linthorst Homan) is een oud Drents eigenerfdengeslacht.

## Geschiedenis

### Het geslacht Homan
De familie Homan is een van de weinige Drentse families met een stamreeks tot diep in de middeleeuwen. Stamvader is Johan Homan/Hoveman die rond 1390 geboren moet zijn en in diverse ordelen (uitspraken van de etstoel, het hoogste Drentse rechtscollege) in het begin van de 15de eeuw wordt vermeld. De familie vindt zijn oorsprong in het kerspel Vries. Daar zijn tot in de 20ste eeuw Homannen woonachtig.

#### Tak Linthorst Homan
De tak Linthorst Homan begint met Harm Homan (ca. 1650-1714), zijn vader was ette te Noorderveld en schatbeurder te Vries. Harm Homan trouwde in 1671 met Gesina Linthorst (ca. 1652-1712), dochter van Jan Egberts Linthorst, schulte te Vries, en Ellegonda Allertshof. Verschillende afstammelingen van deze tak voerden traditioneel de naam Linthorst als voornaam voor de naam Homan. Een nazaat kreeg in 1899 per koninklijk besluit achternaamswijziging voor hem en zijn zoon tot Linthorst Homan.

### Wapen
De oudst bekende afbeelding van het familiewapen Homan komt voor op het portret van Johan Homan uit 1648 in de voormalige pastorie van de Broerkerk te Groningen. Het wapen is daar afgebeeld in goudkleur met een witte ketelhaal en groene bladeren.

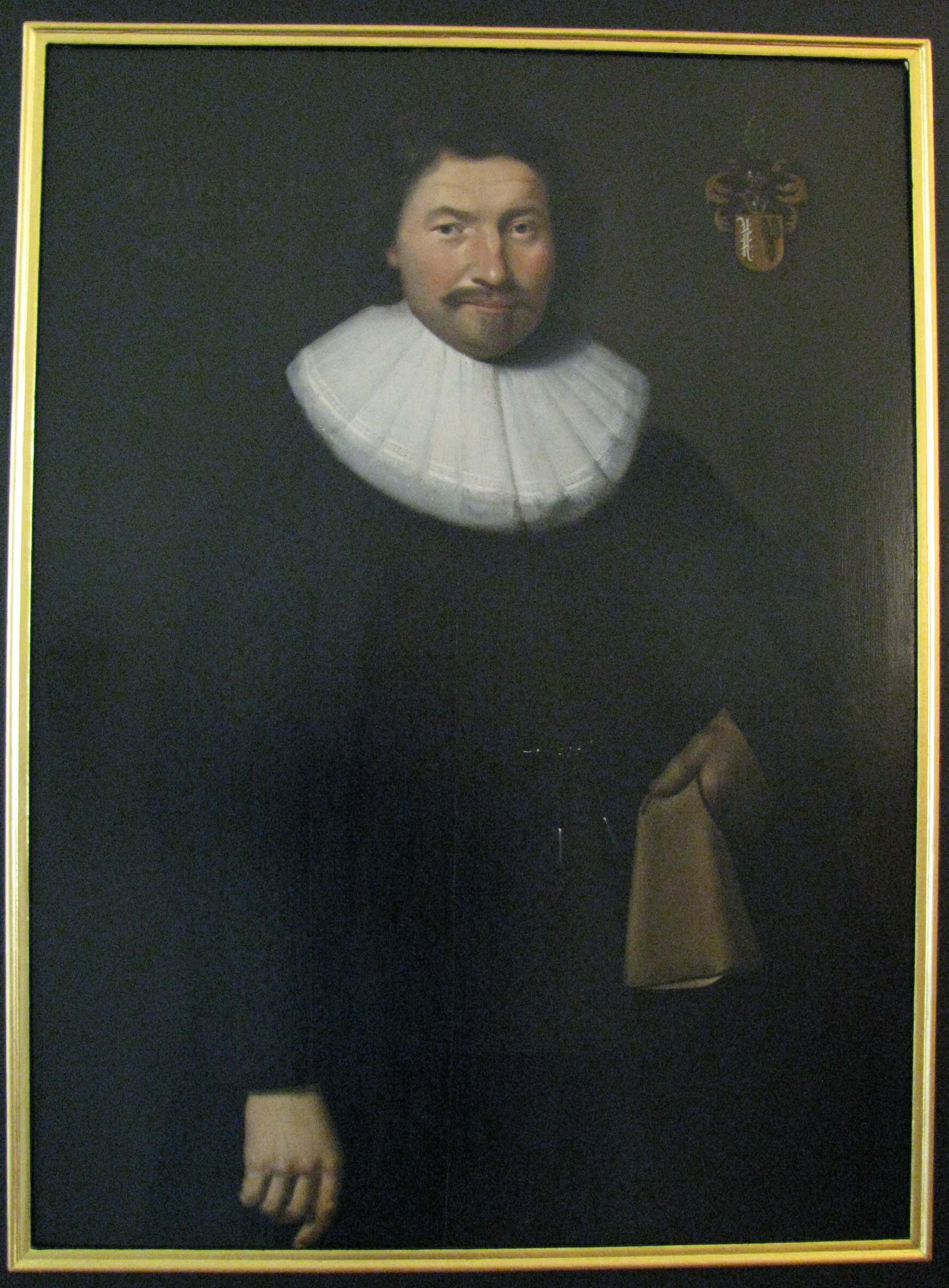
Portret Johan Homan

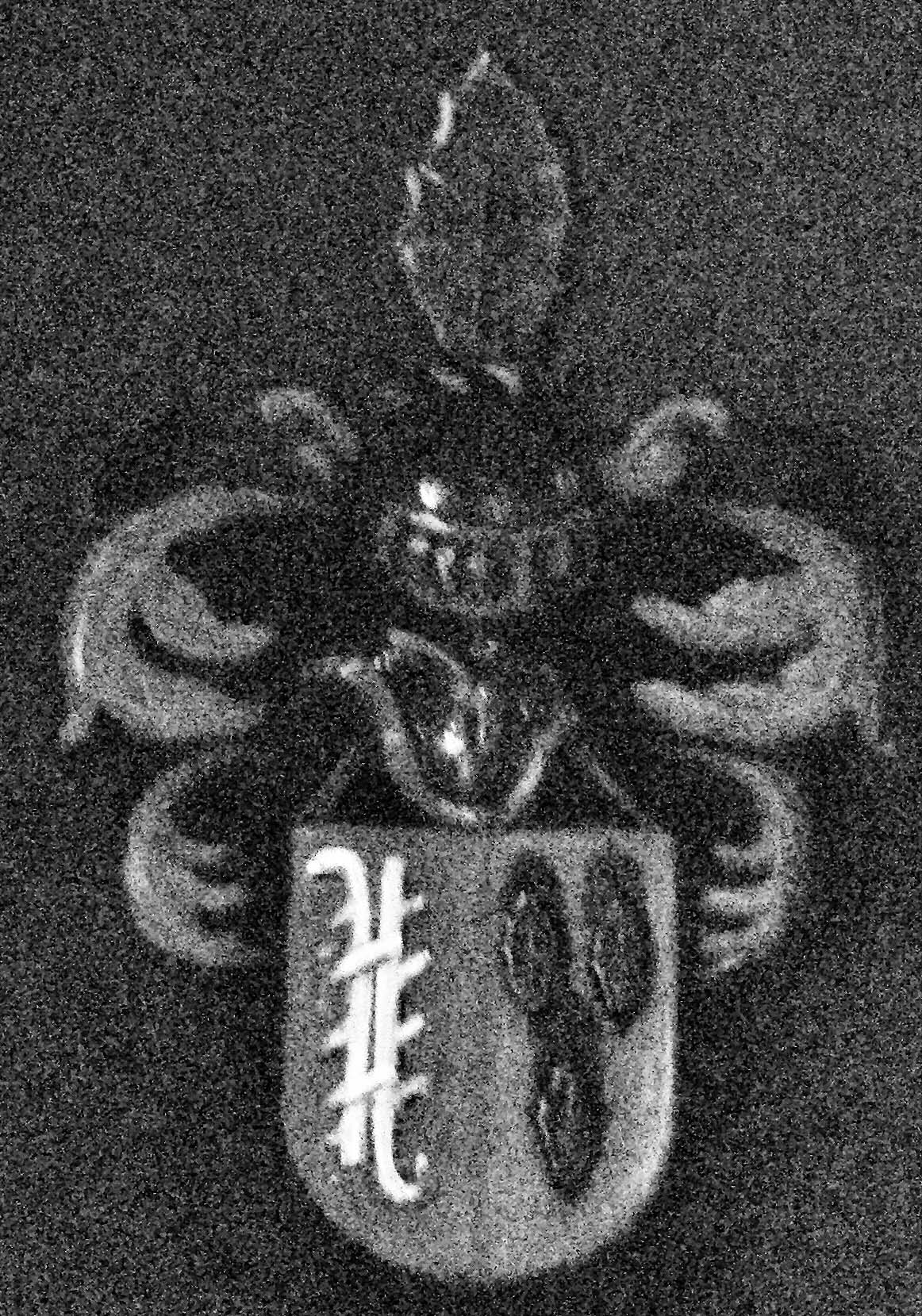
Detail wapen Homan uit portret Johan Homan

In het Nederland's Patriciaat wordt het wapen beschreven als: I. In goud een zwarte schoorsteenhaal II. In goud drie groene langwerpige spitse hulstbladeren. 
Dat beide wapenhelften dezelfde kleur hebben is ongebruikelijk in de heraldiek. Het valt te betwijfelen of de bladeren in het Homanwapen hulstbladeren zijn zoals beschreven in het Nederland's Patriciaat.
Overcinge, dat drie generaties lang in het bezit van de familie Linthorst Homan is geweest, heeft ook een wapensteen met een afbeelding van het Homanwapen.

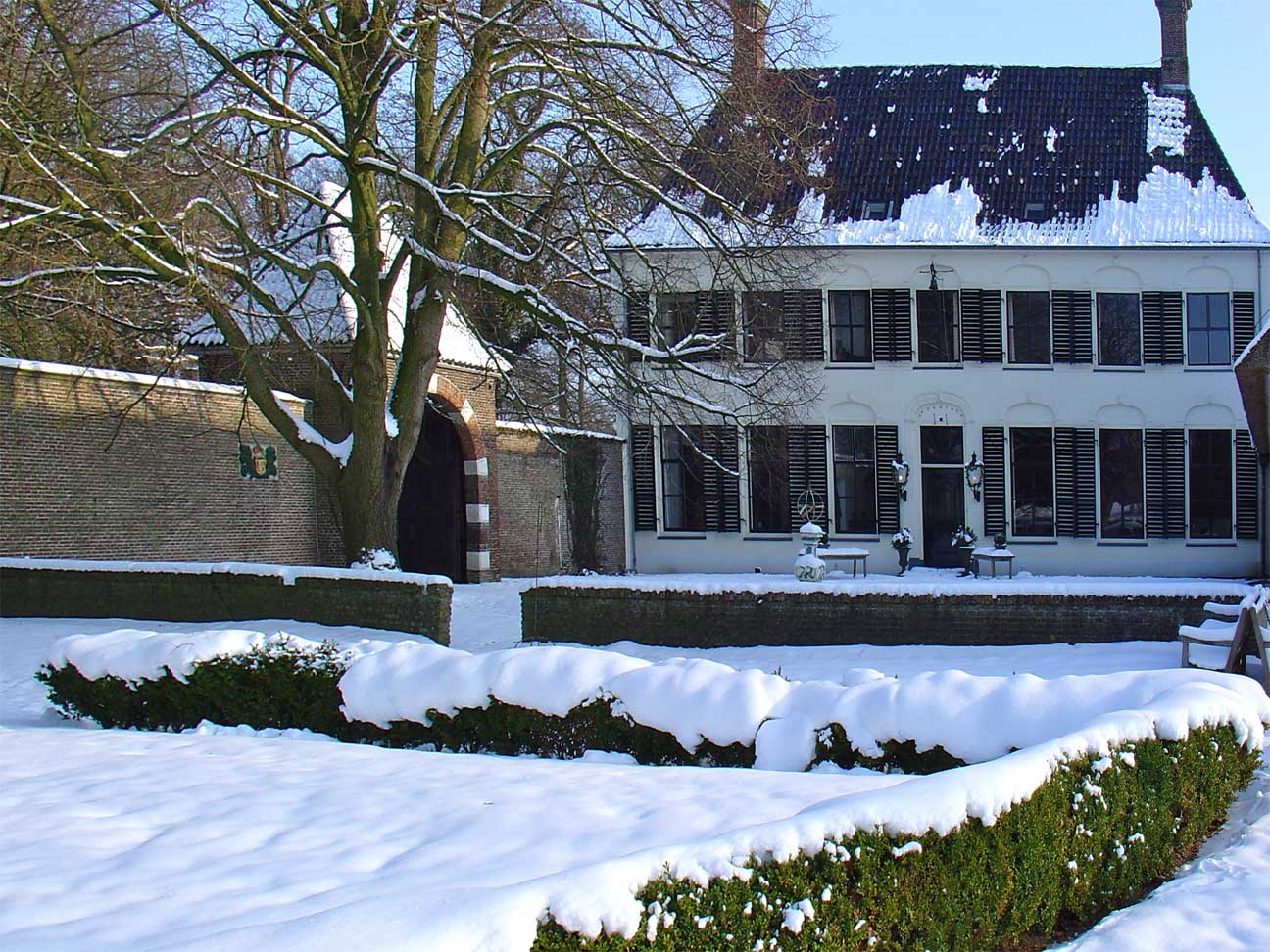
Overcinge in Havelte anno 2010

De tak Linthorst Homan voert sinds het eind van de 19e eeuw een ander familiewapen: 
Gedeeld: I In blauw een zilveren schoorsteenhaal; II In zilver drie groene hulstbladeren.

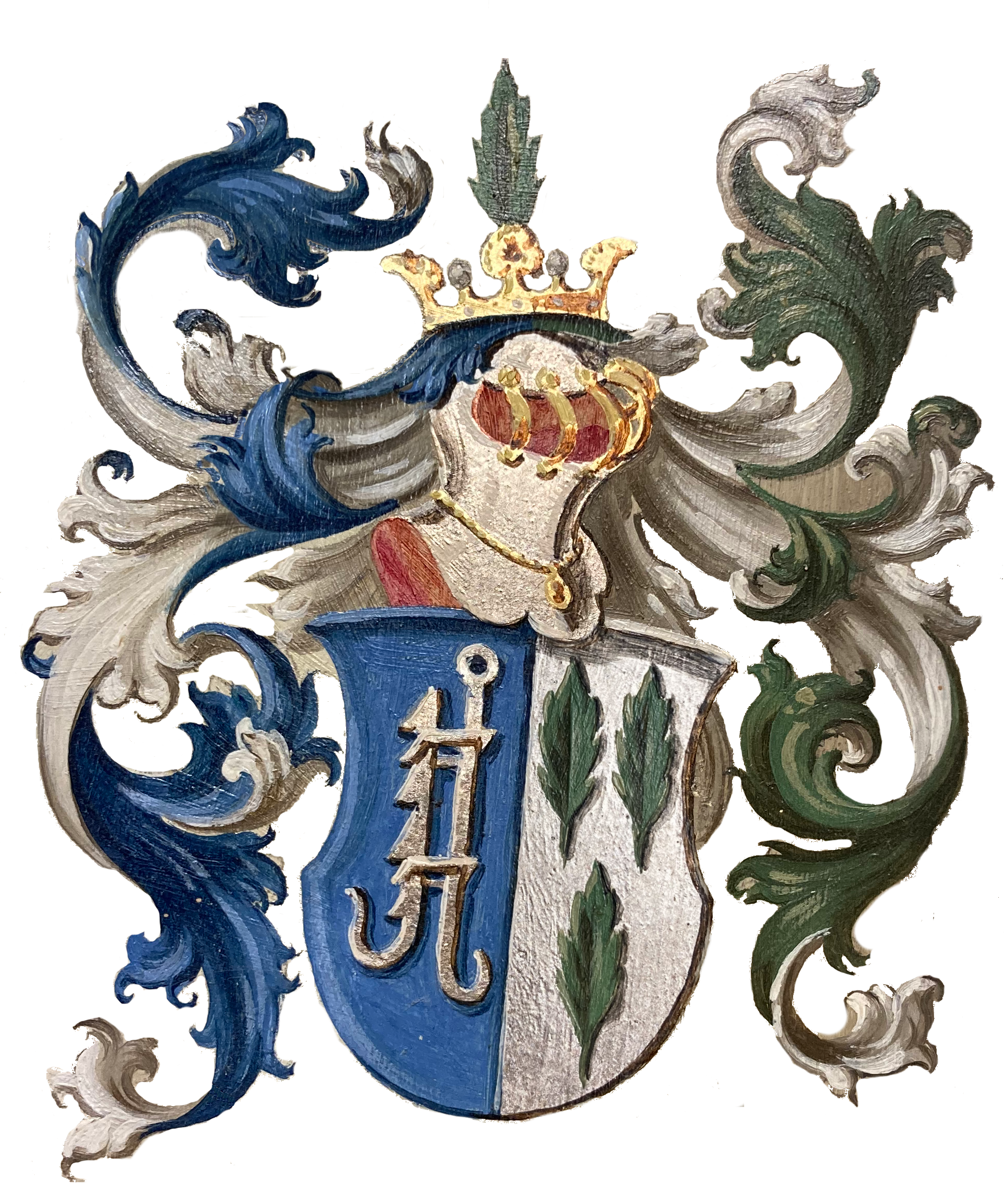
Familiewapen Johannes Linthorst Homan 1844-1926

## Enkele telgen
- Harm Homan (ca. 1650-1714), Ette Noorderveld, landdagcomparant, schatbeurder Vries
- Johannes Linthorst Homan (1758-1847), schulte van Vries, landschrijver van Drenthe, lid Tweede Nationale Vergadering, notabelenvergadering, Gedeputeerde Staten en Provinciale Staten
- Johannes Homan (1760-1826), landdagcomparant, burgemeester van Rolde , lid Provinciale Staten van Drenthe,
- Anthony Homan (1794-1877), Nederlands politicus en notaris
- Hendrik Homan (1796-1867), Nederlandse jurist, burgemeester van Rolde
- Jan Tijmens Homan (1800-1863), Nederlands politicus
- Lucas Homan (1817-1874), lid Provinciale Staten Drenthe, burgemeester van Norg
- Johannes Linthorst Homan (1825-1876), burgemeester van Vries
- Johannes Linthorst Homan (1844-1926), Commissaris van de Koningin  in de provincie Drenthe (1904-1917) en zijn zoon:
- Jan Tijmens Linthorst Homan (1873-1932), commissaris van de Koningin in de provincie Drenthe (1917-1931) en zijn zoons:
- Hans Linthorst Homan (1903-1986), burgemeester van Vledder, commissaris van de Koningin in de provincie Groningen (1937-1945), lid van de Nederlandse Unie en Permanent Vertegenwoordiger bij de EEG en de EGKS (vanaf 1952)
- Harry Linthorst Homan (1905-1989), Engelandvaarder, commissaris van de Koningin in de provincie Friesland (1945-1970)